# Limnoecetis
Limnoecetis là một chi Trichoptera. Loài đặc trưng của chi là Limnoecetis tanganicae.

## Loài
Loài trong chi này gồm:
- Limnoecetis tanganicae